# يلدرم آقبولوت
يلدرم آقبولوت (بالتركية: Yıldırım Akbulut) (من مواليد 2 سبتمبر 1935 ، في أرزنجان- توفي 14 أبريل 2021 ) هو محامي وسياسي تركي، كان رئيس وزراء تركيا العشرين وتولّى مرتين منصب رئيس مجلس النواب التركي. كان زعيم حزب الوطن الأم وأحد أعضائه المؤسسين في عام 1983. دخل البرلمان في الانتخابات العامة لعام 1983 ، وأصبح في عام 1984 وزير الداخلية في عهد رئيس الوزراء وزعيم حزب الوطن الأم تورغوت أوزال ، وبقي في منصبه حتى عام 1987 . رشّحه حزبه عام 1987 لمنصب رئيس البرلمان، وفاز به وبقي فيه حتى 1989.

في عام 1989، خاض أوزال الانتخابات الرئاسية وانتخب الرئيس الثامن لتركيا، فاختار أوزال آقبولوت رئيساً للوزراء، وانتخب زعيما لحزب الوطن الأم وتولى منصب رئيس الوزراء العشرين لتركيا. كان يُنظر إليه على أنه «دمية» في يد الرئيس أوزال الذي كان يتهم بتوجيه زمام الأمور للحكومة. هُزم آقبولوت في الانتخابات التمهيدية لقيادة حزبه عام 1991 على يد مسعود يلماز فترك منصب رئيس الوزراء على أثر ذلك. اُنتخب في عام 1999 رئيسا للبرلمان مرة ثانية . 

## نشأته ودراسته
ولد في عام 1935 بأرزنجان في تركيا ابنا لساعي بريد. درس الابتدائية في إسكيشهير ، ودرس المتوسطة في سامسون والمدرسة الثانوية في إرزكان و تلقى يلدرم آقبولوت تعليمه الجامعي في القانون في كلية الحقوق بجامعة اسطنبول. وبعد تخرجه عمل محاميًا مستقلاً.

## نشاطه السياسي
دخل السياسة وكانت بدايته مع حزب العدالة وتولى رئاسة فرع الحزب في أرزنجان. كان من مؤسسي حزب الوطن الأم وانتخب عضوًا في البرلمان عن مقاطعة أرزنجان . شغل منصب وزير الداخلية في حكومة تورغوت أوزال. ثم انتخب رئيساً لمجلس النواب في الفترة ما بين 24 ديسمبر 1987 و 9 نوفمبر 1989.
بعد انتخاب تورغوت أوزال رئيسًا لتركيا، أصبح آقبولوت رئيسًا للوزراء اعتبارًا من 9 نوفمبر 1989 ، وشكّل الحكومة رقم 47 لتركيا. في 15 يونيو 1991 خسر الانتخابات التمهيدية لحزب الوطن لصالح مسعود يلماز، منهيا فترة ولايته في المنصب. في عام 1992، بأمر من أوزال، استقال آقبولوت من الحزب، لكنه عاد بعد ذلك بوقت قصير.
في 20 مايو 1999، انتخب يلدريم آقبولوت للمرة الثانية رئيسًا للجمعية الوطنية الكبرى التي استمرت حتى 30 سبتمبر 2000. 
ترشح لمنصب الرئيس. لكنه انسحب بعد الجولة الثانية. السابع عشر في عام 1983. أصبح نائبا في البرلمان التركي للدورات 17 و 18 و 19 عن أرزنجان ونائب أنقرة للدورة 21 . 
استقال يلدريم أكبولوت من حزب الوطن الأم في عام 2002 وأصبح مرشحًا لمنصب نائب إسطنبول عن حزب الطريق الصحيح في الانتخابات العامة التي أُجريت في نفس العام، ولكن لم ينتخب بسبب فشل الحزب في تجاوز العتبة الانتخابية .
هو رئيس مجلس أمناء جامعة تورغوت أوزال.
عُيِّن عضوًا في المجلس الاستشاري الأعلى لرئاسة الجمهورية والذي أسس في 15 مايو 2019 بمرسوم جمهوري.

## الحياة الشخصية
متزوج من سامية آقبولوت (مواليد 1939)، العضوة السابقة في المحكمة الدستورية، وأنجبا ثلاث بنات: سيغديم كيركا، جولسوم يزغاناريكان ولي آقبولوت.

## وفاته
توفي يلدريم آقبولوت في 14 أبريل 2021 عن عمر ناهز 86 عاماً، بعد صراع مع المرض. وكان آقبولوت يتلقى العلاج قبل وفاته، في مشفى كلية الطب بجامعة أنقرة. ودفن في مقبرة الدولة التركية.